# Samuel d'Ardzké
Samuel ou Samouel d'Ardzké ou Samvel Ardzketsi (en arménien Սամվել Արծկեցի) est un catholicos de l'Église apostolique arménienne de 516 à 526.

## Biographie
Originaire de la ville d'Ardzké dans le canton des Buznunians (Bujnunik en Vaspourakan), Samuel succède en 516 au catholicos Babgen d'Otmous. Fidèle aux principes du premier concile de Dvin de 506, il est suivi sur le trône catholicossal par Mouchè d'Aïlaber en 526.